# Rodrigo Ardilha
Rodrigo Ardilha, nascido em 20 de março de 1981 é um artista brasileiro, DJ e produtor musical dos gêneros House, Techno e Tech House, radicado em Praga, República Tcheca.

## Biografia
Nascido em Campo Grande, estado do Mato Grosso do Sul, Brasil, aprendeu a discotecar ainda jovem, em 1995, após retornar de uma viagem para os Estados Unidos, onde conheceu o gênero musical House.

### Carreira
Iniciou sua carreira no subúrbio do Rio de Janeiro, onde tocava em festas particulares por alguns anos, antes de ser notado pelos promotores de eventos locais.

Em paralelo à carreira de DJ, foi responsável por escrever sobre a vida noturna do estado do Rio de Janeiro para a revista especializada em  música eletrônica, DJ Sound Magazine, onde permaneceu como colaborador por 6 anos.

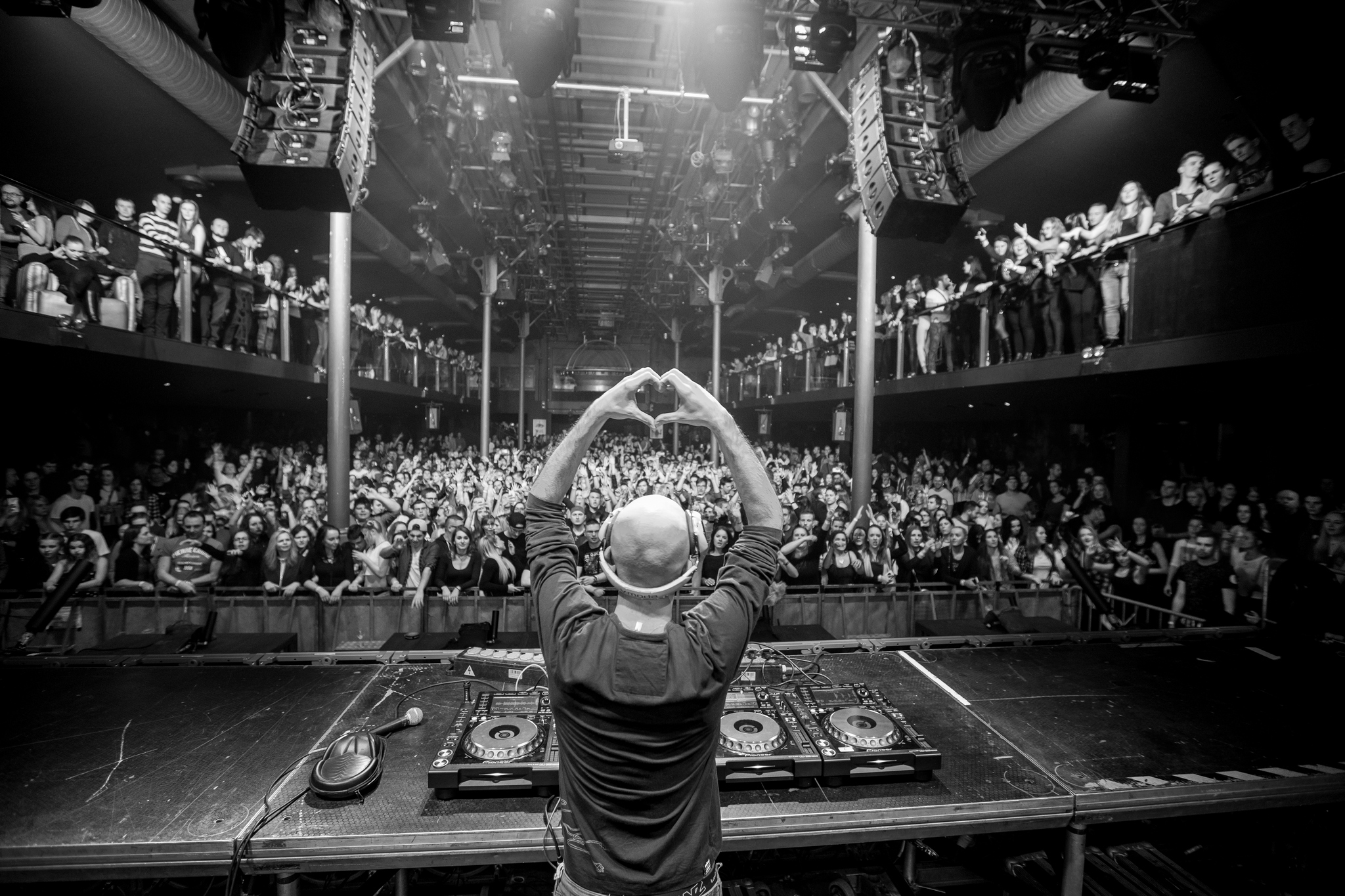

Foi residente de um dos principais clubes de música eletrônica do Rio de Janeiro, Aqueloo Beach Club, considerado o primeiro Beach Club da cidade do Rio de Janeiro.
Em 2015, mudou-se para fora do Brasil buscando novos desafios em pistas ao redor do mundo, tendo se estabelecido em Praga, Republica Tcheca, onde já tinha uma residência em um club local desde 2010.
Em 2018, Rodrigo Ardilha chamou atenção de uma das principais gravadoras e assinou seu primeiro contrato com a gravadora Sony Music Brasil para lançamento de suas músicas.
Ao longo de sua carreira, se apresentou em importantes clubs e eventos, sendo os mais relevantes Miami Music Week, Amsterdam Dance Event, Privilege (Búzios and Juiz de Fora), Pacha (Búzios, Ibiza), Club TOX Ibiza, Eden Ibiza, Café del Mar (Rio de Janeiro, Salvador, Malta, Azerbaijão, Tailândia, Barcelona), Mácháč Festival, XXXPerience, Amnesia Ibiza, Kaballah, Euphoria, The Week (São Paulo and Rio de Janeiro).  
Por conta do seu estilo musical, teve a oportunidade de fazer o aquecimento para diversos artistas reconhecidos internacionalmente, como: Carl Cox, Avicii, Tiesto, Steve Angello, Axwell, Pete Tong, Chris Lake, Nora En Pure, David Guetta, DJ Sneak, Bob Sinclair, Watermät, Alan Walker, entre outros.

## Principais Eventos
- Miami Music Week, Miami, Estados Unidos.
- Festival de Verão de Salvador, Salvador, Brasil.[9]
- Amsterdam Dance Event. Amsterdam, Holanda.
- XXXPerience. Juiz de Fora, Brasil.
- Kaballah. Rio de Janeiro, Brasil.
- Euphoria. Rio de Janeiro, Brasil.
- Mácháč Festival. Doksy (Liberec), República Tcheca
- Atelier Club. Praga, República Tcheca[10]
- Black & White. Salvador, Brasil.[11]
- Pool Party Maceió. Maceió. Brasil.[12]
- Fashion Club. Praga, República Tcheca[13]
- Aziza. Praga, República Tcheca[14]
- One Day Party. Maceió. Brasil. [15]

## Discografia e Remixes
- 2018: Luca Buzanelli, Busher, Rodrigo Ardilha - DIRTY (Original Mix), Sony Music Entertainment. [16]
- 2018: GIOC, Caique Carvalho, Rodrigo Ardilha - Shake It 2 the Floor (Original Mix). Sony Music Entertainment.[17]
- 2018: Tiago Vieira, Dogreen, Rodrigo Ardilha - Don't stop (Original Mix). Sony Music Entertainment.[18]
- 2018: GIOC, Rodrigo Ardilha - Wanna dance (Original Mix). Sony Music Entertainment.[19]
- 2018: Rodrigo Ardilha - Fire (Original Mix). Tape Records BR.[19]
- 2019: Rodrigo Ardilha - Get it (Original Mix). Di One Music.[20]
- 2019: GIOC, Rodrigo Ardilha - Eyes (Original Mix). Sony Music Entertainment.[21]
- 2019: Rodrigo Ardilha - Technologic (Original Mix). Di One Music.[22]
- 2019: Ricardo Farhat, GIOC, Barja, eCost, Rodrigo Ardilha - Dark Eyes (GIOC, Rodrigo Ardilha remix).  Sony Music Entertainment.[23]
- 2020: Rodrigo Ardilha - Everybody (Original Mix). Tape Records BR.[24]
- 2021: Iserhard, Sah Martins - Side by side (GIOC, Rodrigo Ardilha remix).  MudPie Records.[25]
- 2021: Rodrigo Ardilha, BARC - I Like it (Original Mix). Tape Records BR.[26]

## Prêmios e indicação a premiações
DJ Sound Awards 2007 - Indicado na Categoria Destaque DJ Mixing Clubs/GLS/Eletro.
DJ Sound Awards 2010 - Finalista na Categoria Destaque Cena RJ.